# Kappelborgskolen
Kappelborgskolen var en folkeskole beliggende i Skagen. Den blev indviet i 1901, og nedlagt i 2005. Bygningen som er tegnet af arkitekt Anton Haunstrup, fungere i dag som byens kulturhus.
I 1913 besøgte kongeparret Christian 10. og Dronning Alexandrine skolen.